# Miguel IV, o Paflagônio
Miguel IV, o Paflagónio (em grego: Μιχαήλ Δ' Παφλαγών; romaniz.: Mikhaēl IV Paphalgōn), (1010 – 10 de dezembro de 1041), foi imperador bizantino de 11 de abril de 1034 a 10 de dezembro de 1041. Deveu a sua subida ao trono à imperatriz Zoé Porfirogênita, filha do imperador Constantino VIII e mulher de Romano III Argiro.
Miguel provinha de uma família de camponeses paflagónios, um dos quais, o paracemomeno João, o Eunuco veio a gerir os aposentos das mulheres no palácio imperial. João trouxe os seus irmãos mais novos para a corte e foi aí que a imperatriz Zoé se apaixonou por Miguel, que se tornou seu camareiro. Os dois provavelmente envenenaram o imperador Romano III e Zoé casou-se imediatamente com Miguel a 11 de abril de 1034. Miguel IV foi assim proclamado imperador e reinou conjuntamente com Zoé até à sua morte em 1041. 
Miguel IV era bem parecido, inteligente e generoso, mas não tinha instrução e sofria e de epilepsia. Deixou por isso as responsabilidades governativas ao seu irmão João, que já era um ministro influente desde os tempos de Constantino VIII e de Romano III Argiro. As reformas que João efectuou no exército e no sistema financeiro fortaleceram sensivelmente o império, que suportou bem os ataques dos seus inimigos estrangeiros. Mas os aumentos nos impostos causaram descontentamento, quer entre os nobres quer entre o povo. O governo de João enfrentou diversas conspirações (em 1034, 1037, 1038 e 1040), uma das quais era liderada pela própria imperatriz Zoé. A última das conspirações envolveu o patrício Miguel Cerulário, que se tornou monge para salvar a vida e veio mais tarde a ser patriarca de Constantinopla.
Na fronteira oriental, a importante fortaleza de Edessa foi libertada de um cerco prolongado. No frente ocidental, os Muçulmanos foram expulsos da Sicília por Jorge Maniaces (que conduziu campanhas na ilha entre 1037 e 1040); mas uma expedição contra os Normandos na península Itálica foi derrotada e depois do regresso de Maniaces a Constantinopla a maior parte das conquistas na Sicília foi perdida (1041).

## Revoltas
No norte, os Sérvios revoltaram-se em 1040, assim como os Búlgaros na Bulgária Ocidental e na Macedónia nesse mesmo ano. Estas revoltas tiveram na sua origem a pesada tributação em moeda, mas também tinham como objectivo restaurar o Estado búlgaro sob o comando de Pedro Deliano. Embora Miguel IV tivesse sido expulso da região de Tessalónica pelos rebeldes, regressou em 1041 ajudado pelos varegues, entre os quais o futuro rei Haroldo III da Noruega. Os sucessos militares dos bizantinos foram facilitados pela dissidência interna dos Búlgaros e os comandantes da revolta acabaram por ser capturados e executados. Miguel IV regressou triunfalmente a Constantinopla mas encontrava-se já muito doente e faleceu a 10 de dezembro de 1041.